# Overdrive (Ofenbach)
Overdrive is een nummer van het Franse dj-duo Ofenbach uit 2023, ingezongen door de Amerikaanse zangeres Norma Jean Martine.
Het nummer gaat over de kracht van muziek en dans. Met dit nummer was het de tweede keer dat Ofenbach en Norma Jean Martine samenwerkten, na hun hit Head Shoulders Knees & Toes uit 2020. In "Overdrive" zit een duidelijk hoorbare sample uit Cambodia van Kim Wilde. "Overdrive" werd een hit in een aantal Europese landen en bereikte bijvoorbeeld een bescheiden 22e positie in Ofenbachs thuisland Frankrijk. In de Nederlandse Top 40 was de plaat succesvoller met een 7e positie, en ook in de Vlaamse Ultratop 50 bleek het met een 9e positie prima te werken.

## Tracklijst
Muziekdownload
1. "Overdrive" - 2:35